# Pont Vell de Roda
Pont Vell de Roda és una obra de Roda de Ter (Osona) inclosa a l'Inventari del Patrimoni Arquitectònic de Catalunya.

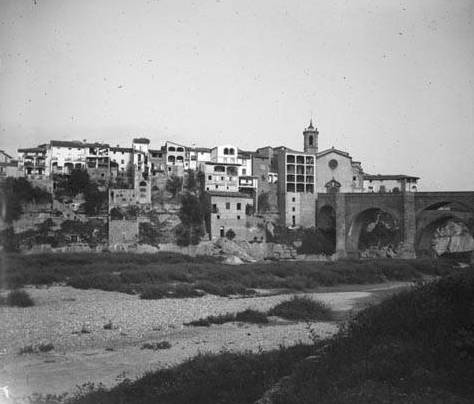
El Pont Vell en una imatge d'entre 1882 i 1890

## Descripció
Pont format per dues filades de sis arcades de mig punt sobreposades sostingudes per grans pilars.

## Història
Aquest pont és d'origen medieval. El 1368 es coneix una deixa per l'acabament de pont de Roda. El 1652 es restaura i el 1876 se li afegeixen les sobre arcades. Sempre ha estat significatiu el que es construís una església a cada banda del pont: l'església del Sol del Pont i l'església de Sant Pere. L'any 1929 es construí a Roda un pont nou, molt a prop d'aquest, degut a l'augment del trànsit per la carretera comarcal que travessa Roda.